# Giovanni Boldini
Giovanni Boldini (Ferrara, 31 dicembre 1842 – Parigi, 11 gennaio 1931) è stato un pittore italiano, considerato uno degli interpreti più sensibili e fantasiosi della Belle Époque.

## Biografia

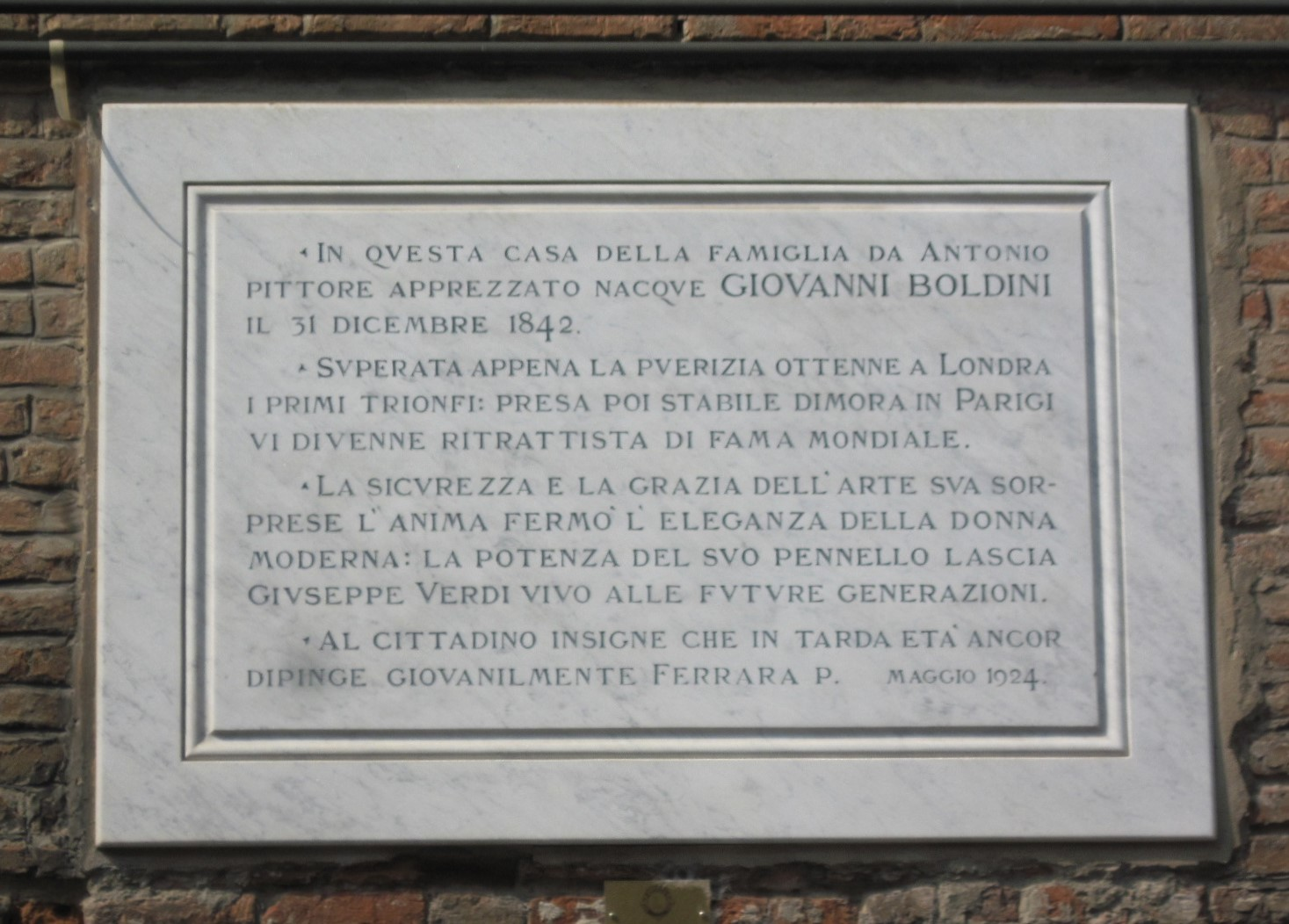
Epigrafe marmorea posta sulla casa di Giovanni Boldini in via Savonarola a Ferrara

### Giovinezza
Giovanni Boldini nacque il 31 dicembre 1842 a Ferrara, al n. 10 di via Volta Paletto (l'attuale via Savonarola) in una casa all'angolo con via delle Vecchie. Fu l'ottavogenito di Benvenuta Caleffi (1811-1879) e di Antonio Boldini: lei era una donna ferrarese pia e benestante, mentre lui era un artista nativo di Spoleto. Battezzato il giorno stesso della sua nascita nella chiesa di Santa Maria in Vado, Giovanni Giusto Filippo Maria Pasini - (l'ultimo nome in onore di Filippo Pasini) - aveva dodici fratelli: Beatrice (1830), Luigi (1832), Carlotta (1833), Filomena (1835), Maria (1837), Giuseppe (1839), Giovacchino (1841), Francesco (1844), Gaetano (1846), Anna (1848), Veronica (1850), e infine Pietro (1852).
Soprannominato Zanin dalla famiglia, il piccolo Giovanni ricevette la cresima nel 1850 e, nel medesimo anno, fu accompagnato alla scuola elementare del quartiere San Domenico. Boldini, tuttavia, si interessò sin da giovane all'arte, tanto che a cinque anni aveva già fondato un rudimentale atelier nel granaio di famiglia. Temperamento indipendente, che mal tollerava ogni imposizione didattica, Boldini abbandonò prematuramente gli studi scolastici per imparare i primi rudimenti pittorici sotto la guida del padre Antonio, il quale seppe ben valorizzare il precoce talento del figliolo. La figura di Antonio, pittore purista attratto dai maestri del Quattrocento, fu infatti fondamentale per la preparazione pittorica di Giovanni Boldini. Formatosi nella bottega di un artista locale, Giuseppe Saroli, sappiamo che papà Antonio si trasferì a Roma per proseguire i propri studi all'Accademia di San Luca: nell'Urbe recepì le suggestioni dei Nazareni, della cerchia purista di Minardi e soprattutto della pittura quattrocentesca. Laborioso copista delle opere dell'officina ferrarese – le quali erano probabilmente smerciate da Filippo Pasini, titolare di un'importante bottega d'arte a Roma – Antonio Boldini era anche un appassionato pittore di matrice purista: il riverbero di quest'orientamento pittorico nell'ambiente ferrarese si deve proprio ad Antonio, che nel 1835 aveva anche collaborato a una rivista purista denominata Ape italiana copiandovi con minuta precisione la Resurrezione di Lazzaro di Garofalo, suo pittore prediletto.

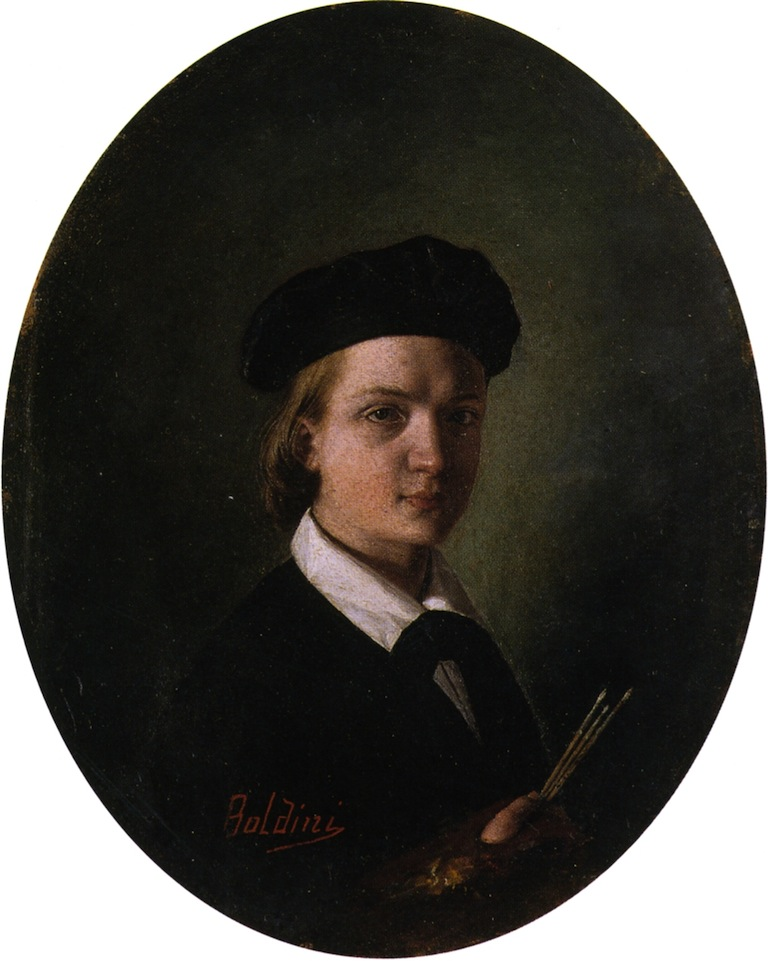
Giovanni Boldini, Autoritratto giovanile (1856); olio su carta, 16,5×13,5 cm, museo Giovanni Boldini, Ferrara

Fu proprio nell'ambiente emiliano che Zanin mosse i suoi primi passi, fruendo dell'insegnamento del padre, il quale pur essendo lontano da ricerche figurative personali si preoccupò di trasmettere al figlio-allievo una sicura dimestichezza con gli strumenti di lavoro, di cui ne è prova il piccolo Autoritratto che Giovanni Boldini eseguì nel 1856, all'età di quattordici anni. Notevole anche la copia della raffaellesca Madonna della seggiola che effettuò nel 1859 su commissione di Alessandro Gori. Due fattori, in particolare, favorirono la maturazione pittorica del Boldini, oramai divenuto un adolescente: innanzitutto l'esonero dal servizio militare di leva istituito nel neonato regno d'Italia, ottenuto per via della bassa statura (1,54 metri contro l'altezza minima richiesta di 1,55 metri), ma anche la cospicua eredità pervenutagli dallo zio paterno Luigi, il quale in assenza di discendenza diretta consegnò il proprio patrimonio finanziario e immobiliare proprio ai pronipoti, destinando a Giovanni Boldini la cifra di 29.260 lire. Con questo denaro Boldini scelse di allontanarsi da Ferrara, città i cui artisti, privi del desiderio di confrontarsi, continuavano a ripercorrere sentieri conosciuti e dall'esito artistico scontato, in un fluire sempre uguale di prodotti pittorici che non presentavano più alcun elemento d'interesse. Iniziò a trovare inadeguate anche le lezioni di Girolamo Domenichini e Giovanni Pagliarini, suoi maestri fino al 1862, e ben presto si rese conto di come la città natia offrisse ben poco al di fuori dell'esempio del padre e della nonna Beatrice Federzoni, titolare di un fiorente salotto letterario dal quale derivò un gusto contagioso per l'eleganza e la vita galante, destinato a divenire una fondamentale cifra stilistica nella sua vicenda pittorica.

### Firenze
Insofferente alla vita di provincia, Boldini trovò in Firenze un ambiente assai stimolante sia dal punto di vista sociale, sia da quello artistico. Una volta stabilitosi al n. 10 di via Lambertesca nel 1862, Boldini si iscrisse subito all'Accademia di Belle Arti, dove ebbe come insegnanti Stefano Ussi ed Enrico Pollastrini e dove ebbe come condiscepoli il Vinea ed il Sorbi. Egli, pur apprezzando le lezioni dell'Ussi e del Pollastrini, volle andare oltre la mera disciplina accademica e, pertanto, iniziò a partecipare ai turbolenti incontri del caffè Michelangiolo che, nato col 1848, andava allora acquistando la sua celebrità e il suo carattere di ritrovo di artisti e di patrioti.

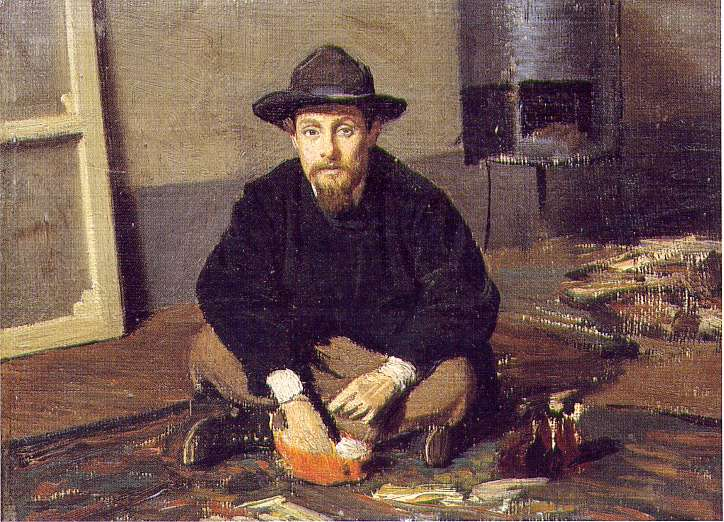
Giovanni Boldini, Ritratto di Diego Martelli (1865), olio su tela

Il caffè Michelangiolo era infatti frequentato assiduamente da una vivace schiera di pittori e intellettuali aggregatasi sotto il nome di «Macchiaioli». Erano costoro degli artisti che, memori delle esperienze pittoriche del paesaggismo francese, predicavano «un ammodernamento della pittura basato sull'osservazione diretta della natura da trascrivere attraverso un largo e potente fraseggio di luci e ombre, restituendo una speciale forza ottica capace di trasmettere verosimiglianza e vitalità al soggetto» (Tiziano Panconi, Sergio Gaddi). Era infatti opinione dei Macchiaioli che una pittura per potersi dire realistica dovesse riprodurre fedelmente le dinamiche percettive dell'occhio umano, il quale può «vedere» solo ricevendo stimoli luminosi. La luce, tuttavia, non è un'entità atmosferica completamente autonoma, siccome viene percepita solo attraverso modulazioni di ombre e di colori: ecco, allora, che la pittura deve strutturarsi su colori e ombre variamente graduati mediante l'impiego delle macchie, ovverosia larghe e corpose pennellate di colore puro (donde il termine «macchiaioli», coniato dalla stampa in senso spregiativo ma accettato entusiasticamente dal gruppo).
L'esperienza macchiaiola fu senza dubbio stimolante per il Boldini, che in questo modo ebbe l'opportunità di costituire la solida tessitura luministica che caratterizzerà i suoi successivi dipinti francesi. Egli, pur aprendosi ad una trasformazione estetica così repentina (conviene sempre ricordare l'impostazione neoquattrocentesca dalla quale era partito a Ferrara), si pose tuttavia in maniera ambivalente rispetto all'entusiasmo naturalista dei colleghi e si sbilanciò piuttosto verso la ritrattistica, genere che apprezzava già negli esordi e che ora perseguiva con maggiore frequenza. A Firenze Boldini ritrasse amici e conoscenti, come Giuseppe Abbati, Giovanni Fattori, Vincenzo Cabianca, Diego Martelli, il Duca di Sutherland, Lewis Brown, le Sorelle Laskaraki: questa lista di ritratti fa capire come il Boldini a Firenze si attivò per tessere una fitta rete di relazioni influenti, la quale si rivelò poi cruciale per la sua successiva maturazione pittorica. Numerose, ovviamente, le amicizie formatesi sotto l'egida dei Macchiaioli: particolarmente profonde quelle con Michele Gordigiani (il più apprezzato ritrattista della Firenze granducale), Telemaco Signorini, Cristiano Banti (con cui visitò la reggia di Caserta) e Diego Martelli, anima intellettuale del gruppo (Boldini visitò assiduamente la vasta tenuta che il Martelli possedeva a Castiglioncello, dove ogni estate un folto gruppo di artisti si riuniva per discutere, ricrearsi, e dipingere).

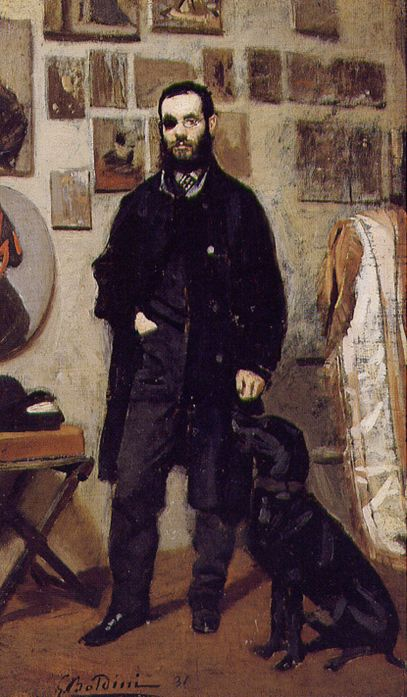
Giovanni Boldini, Ritratto di Giuseppe Abbati (1865), olio su tela

Ancora più fondamentali, tuttavia, furono i rapporti che Boldini intrattenne con i ricchi stranieri residenti a Firenze e che spesso lo accoglievano nelle proprie ville. Lo vediamo frequentare il principe russo Anatolio Demidoff, che gli aprì le porte della propria pinacoteca di San Donato Fiorentino, dove aveva raccolto un considerevole numero di dipinti di maestri contemporanei, soprattutto francesi. Importante fu anche l'amicizia con il francese Marcellin Desboutin, discreto calcografo e vivacissimo intellettuale che aveva istituito nella villa dell'Ombrellino a Bellosguardo «un vero e proprio avamposto della cultura d'oltralpe contemporanea, [dove ospitava] gli artisti francesi di passaggio a Firenze» (Panconi, Gaddi). In questa vasta schiera di aristocratici - la quale, ovviamente, gli garantiva proficue commissioni - un posto di tutto rilievo va riconosciuto ai Falconer, nobili inglesi che ospitarono più volte il giovane pittore nella loro villetta di Collegigliato, nelle immediate vicinanze di Pistoia. Nella cornice della campagna pistoiese ebbe inizio la storia d'amore che vide sentimentalmente legati il Boldini e Isabella Falconer, la quale subito divenne una munifica mecenate dall'artista. Boldini, dal canto suo, a lato dei piaceri carnali, non trascurò affatto la sua amicizia con il marito di lei, sir Walter, che invitandolo nel 1867 all'Esposizione Universale gli offrì la possibilità di vedere per la prima volta Parigi: più che Gérôme e Meissonnier, gli artisti di punta del Salon, egli ammirò soprattutto le opere del gruppo di Batignolles, con una particolare attenzione a Edgar Degas (artista che, d'altronde, soggiornò a lungo a Firenze). Un altro anno particolarmente significativo per il Boldini fu il 1866, quando ebbe l'opportunità di esporre alcune sue opere nel corso della Promotrice Fiorentina. Ne parlò Telemaco Signorini in un articolo sul Gazzettino delle arti del disegno: 

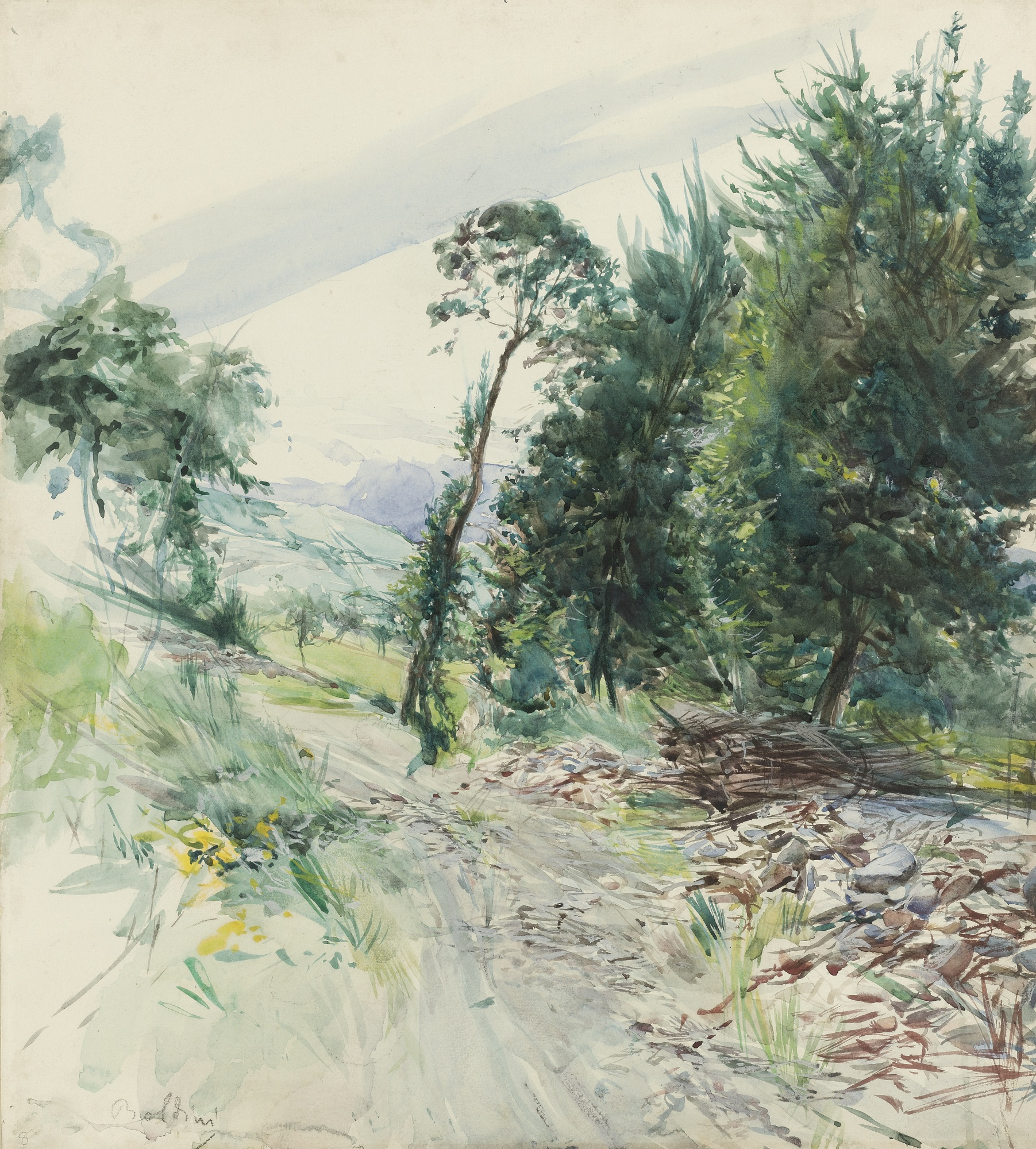
Giovanni Boldini, La Route, acquerello

### Londra e Parigi

#### L'ipotesi londinese
Firenze appariva agli occhi di Boldini come una città densa di storia e di capolavori antichi ma refrattaria all'arte della contemporaneità. Quando con il soggiorno francese egli venne a contatto con codici e paradigmi diversi la Toscana iniziò ad andargli sempre più stretta, sino a quando - animato da una profonda irrequietezza - iniziò a viaggiare assiduamente. Dopo essersi recato in Costa Azzurra con la Falconer, eseguendovi Il generale spagnolo, Boldini decise di accettare l'invito del signor Cornwallis-West e si recò a Londra. Grazie alla protezione di Cornwallis-West e del duca di Sutherland Boldini si inserì con successo nel bel mondo londinese, dal quale ricevette numerose commissioni: sono di questo periodo i ritratti della Duchessa di Westminster, di Lady Holland, della contessa di Listowel e di Lady Bechis, tutte opere perlopiù di piccolo formato dove Boldini si mostra assai sensibile alla lezione dei grandi ritrattisti inglesi del Settecento (come Hogarth e Gainsborough) e del rococò francese (primo fra tutti Fragonard).
Pur apprezzando Londra, Boldini iniziò a sentirsi maggiormente attratto da Parigi. Dopo la rovinosa disfatta franco-prussiana e con il consolidarsi della Terza Repubblica, la città francese accentuò sensibilmente il proprio carattere frizzante e cosmopolita, popolandosi di caffè, ampi viali alberati, musei, ristoranti e sale da ballo. Boldini individuava nella capitale francese una realtà libera, dinamica e moderna, dove poteva divertirsi «a guardare il brulichio della vita che scorre[va] negli enormi boulevard, nei vasti parchi e nelle grandi piazze» (Borgogelli). La vita artistica di Firenze, al contrario, appariva poco attraente al pittore, che vi riconosceva nel patrimonio architettonico e artistico un ottimo strumento formativo, congeniale alla formazione di un pittore, ma anche un ostacolo per l'espressione di stimoli artistici più liberi. Timoroso di essere limitato dai ristretti orizzonti della pittura regionale, nel 1871 Boldini lasciò Firenze, questa volta definitivamente, per recarsi a Parigi, individuandovi una «Mecca dell'arte e della vita» (Panconi, Gaddi) e una potenziale seconda patria.

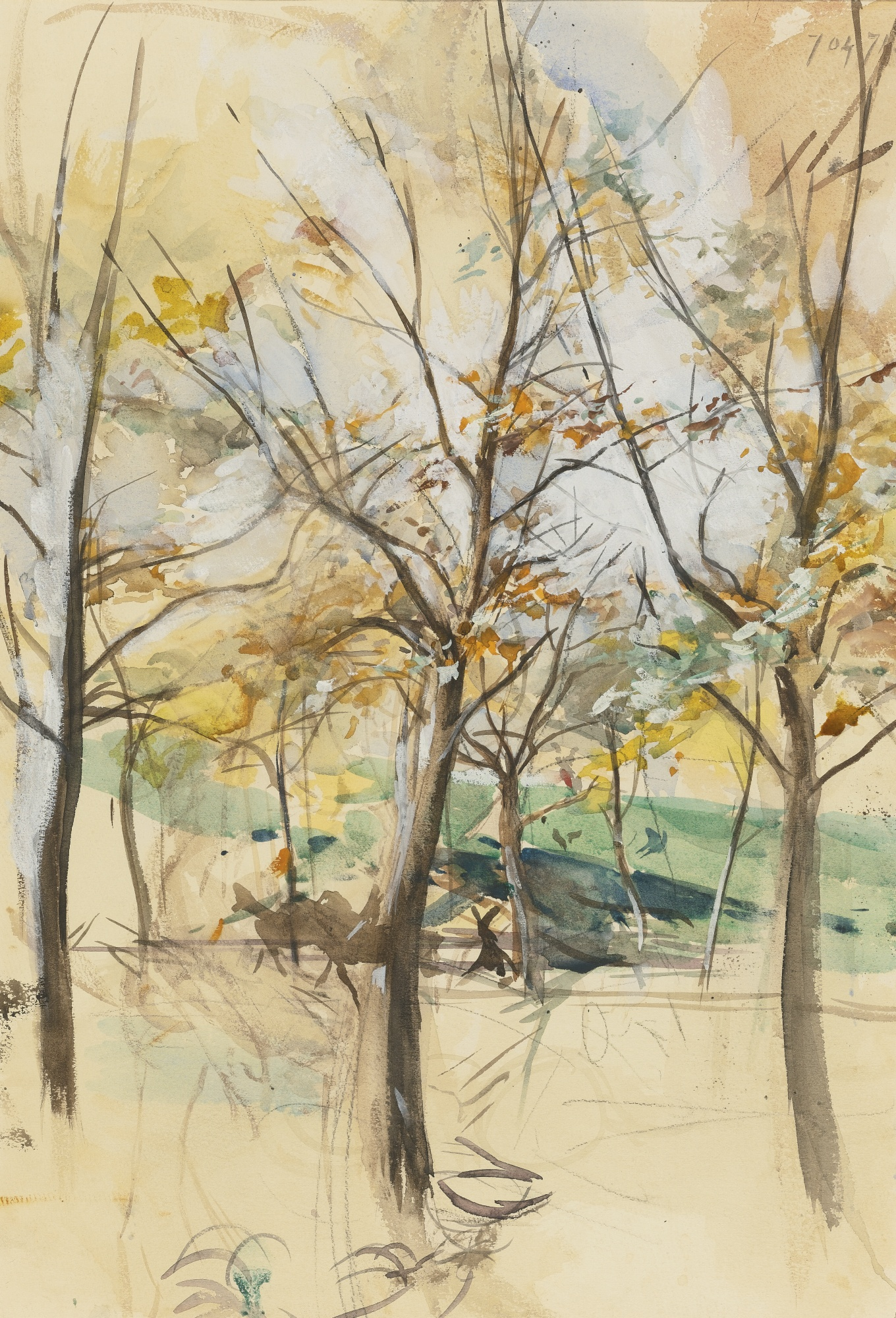
Giovanni Boldini, Alberi nel Bois de Boulogne; acquerello, 53.9x37.1 cm

#### Il soggiorno parigino
Trasferitosi definitivamente a Parigi nel 1871, Boldini si stabilì al n. 12 dell'avenue Frochot, condividendo la sua casa con Berthe, la sua prima modella francese. Solo successivamente si spostò al n. 11 di place Pigalle, ai piedi della collina di Montmartre, vero e proprio crocevia di artisti come gli Impressionisti che, come lui, erano animati da una spiccata insofferenza per gli accademismi. Anche Boldini, pur essendo a tratti distante dalla sensibilità cromatica e di luce degli Impressionisti, si accostò all'ambiente impressionista, intrecciando un'amicizia salda e proficua con Edgar Degas. Nel frattempo coltivò rapporti commerciali con Adolphe Goupil, un avveduto mercante d'arte che aveva riunito attorno a sé un'ambita scuderia di artisti come Giuseppe Palizzi, De Nittis ed Ernest Meissonier. Iniziando a lavorare presso la ditta Goupil Boldini riuscì a consolidare la propria affermazione professionale ed economica e a introdursi negli esclusivi ambienti artistici di Parigi: iniziò ad essere accettato anche a vari appuntamenti espositivi, come quelli del Salon agli Champ de Mars del 1874, dove suscitò molto interesse. Sotto l'egida di Goupil Boldini eseguì diverse opere, perlopiù quadri di genere e vedute di Parigi (a titolo di esempio, Place Pigalle, Place Clichy e le Vedute del parco di Versailles).

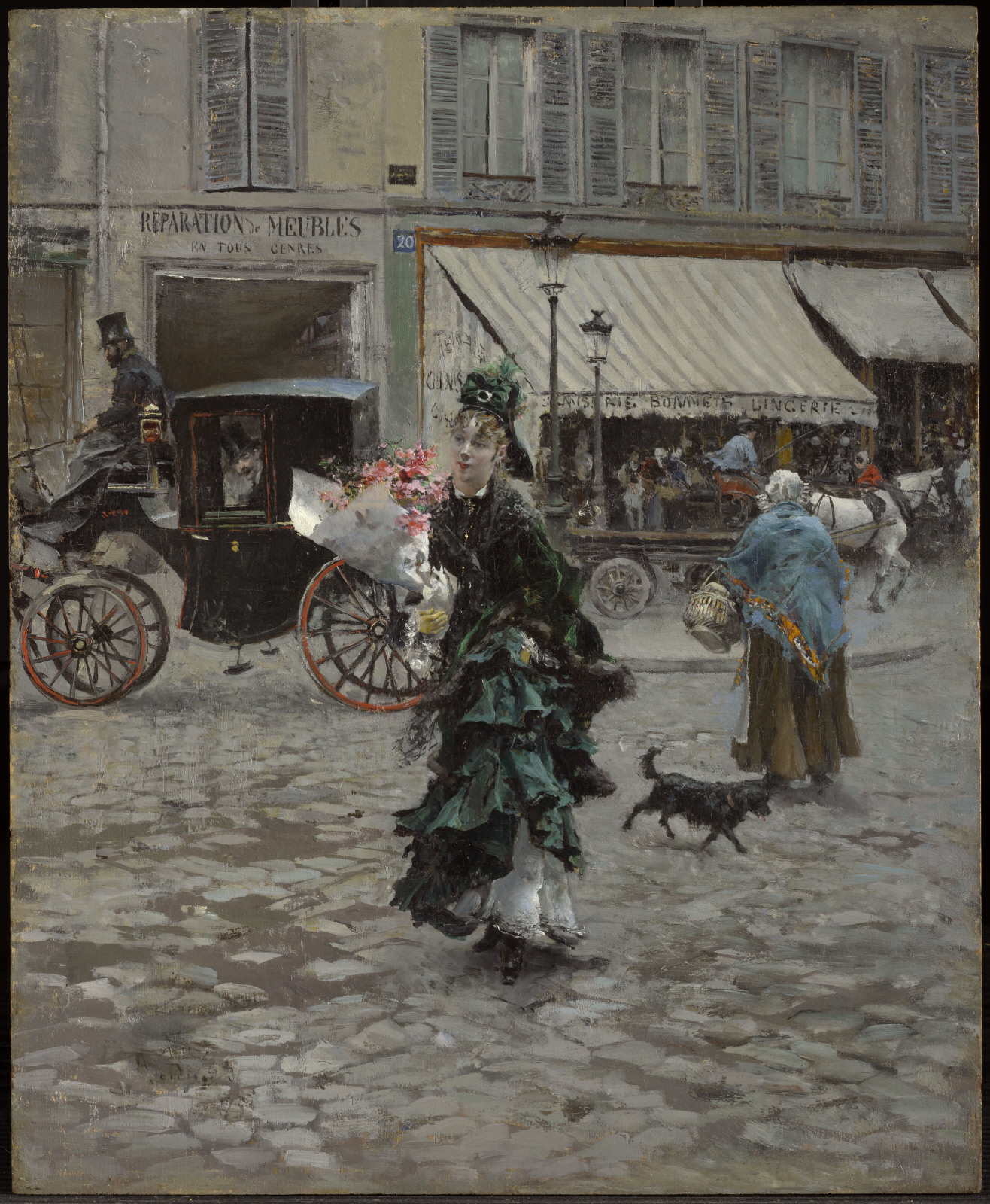
Giovanni Boldini, Attraversando la strada (1875); olio su tela, 46x37,5 cm, Clark Institute, Williamstown, Massachusetts

Il genere al quale Boldini era più interessato era tuttavia il ritratto. A Parigi, infatti, egli si divideva tra un'intensa attività ritrattistica e gli svaghi e le frequentazioni concesse da una grande città, non disprezzando neanche i corteggiamenti amorosi (Luciano Caramel osserva, in tal proposito, che il pittore «più che nella Parigi intellettuale [...] si inserì in quella mondana»). Ben presto, infatti, il pittore intrecciò una relazione sentimentale con la contessa Gabrielle de Rasty, della quale ci rimangono testimonianze pittoriche più che torride. Boldini, infatti, fu un assiduo frequentatore dei salotti cittadini, grazie ai quali riuscì a procurarsi numerosissime commissioni, con il relativo riconoscimento economico. Parallelamente il pittore effettuò vari viaggi: nel 1876 fu nei Paesi Bassi, dove meditò sulla tecnica pittorica di Frans Hals, nel 1889 visitò la Spagna e il Marocco con Degas, artista con il quale come già detto era legato da un'intima amicizia, e nel 1897 si spinse sino a New York per esporre nella galleria Wildenstein.
Attorno al XX secolo la creatività di Boldini iniziò a diminuire mentre anche la Belle Époque volgeva al termine. Boldini tuttavia continuò a viaggiare (nel 1901 fu a Palermo, ove realizzò il ritratto di donna Franca Florio, esposto alla Biennale l'anno successivo) e a dipingere numerosi ritratti di nobildonne, e si moltiplicarono i riconoscimenti ufficiali (nel 1919 fu insignito del titolo di ufficiale della Legion d'onore e del titolo di grande ufficiale della Ordine della Corona d'Italia). Fu invitato varie volte alla Biennale di Venezia e nel 1895 ne fu membro del comitato di patrocinio. Nel 1917 perse quasi completamente la vista e con l'Europa, entrata nella prima guerra mondiale, si trasferì dapprima a Londra e poi a Nizza, per poi tornare a Parigi nel 1918.
Il 29 ottobre 1929, quasi ottantottenne, il pittore sposò la giornalista italiana Emilia Cardona. Morì l'11 gennaio 1931 a Parigi al boulevard Berthier e, come richiesto nelle disposizioni testamentarie, fu sepolto nel Cimitero monumentale della Certosa di Ferrara. Una volta rimasta vedova, la Cardona sposò in seconde nozze lo scultore Francesco La Monaca. Le sue vicende biografiche sono note anche grazie alla Vie de Jean Boldini scritto dalla Cardona e pubblicato la prima volta nel 1931.

## Stile
L'eclettismo e la versatilità delle sue realizzazioni rendono Boldini un pittore difficilmente inseribile entro i ristretti orizzonti di una definita corrente artistica. La sua parabola artistica va quindi affrontata senza schemi precostituiti, siccome si inserisce in un arco temporale che attraversa le esperienze macchiaiole, il trionfo impressionista e lo stile simbolista, e si conclude al principio del Novecento, quando in Europa già dominavano le avanguardie storiche.

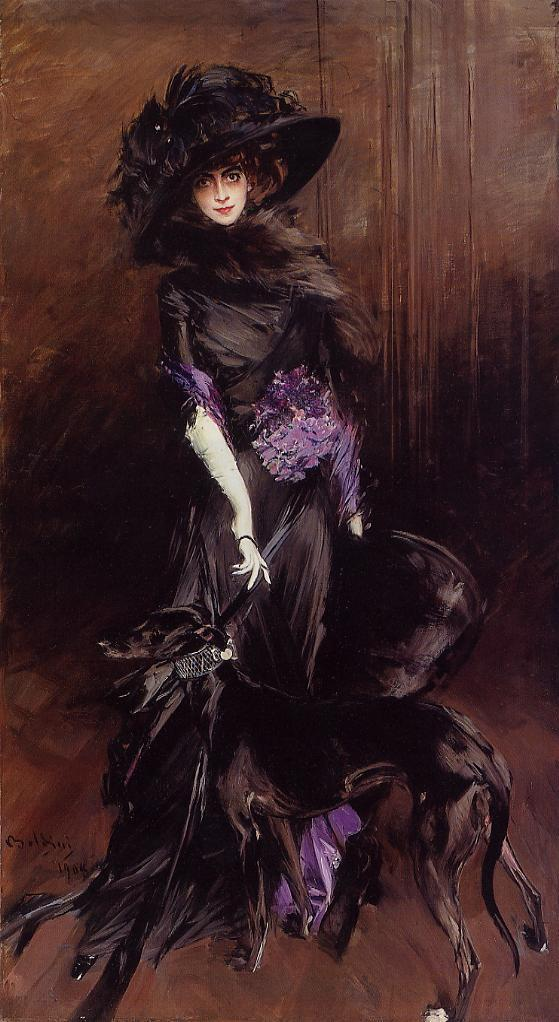
Giovanni Boldini, La marchesa Luisa Casati con un levriero (1908), olio su tela

In seguito alla formazione ferrarese, durante la quale il giovane nutrì consistenti simpatie verso il Quattrocento (senza per questo disdegnare le soluzioni calde e sensuali della tradizione bolognese del Seicento), Boldini - come si è visto nel paragrafo Firenze - si trasferì in Toscana ed entrò in contatto con le opere macchiaiole di Giovanni Fattori, Telemaco Signorini e Cristiano Banti. Dopo l'approdo macchiaiolo le opere di Boldini iniziano a svolgersi secondo una linea sintetica e abbreviata, sull'esempio dei dipinti dei colleghi toscani. Già dopo poco tempo, tuttavia, emersero profonde divergenze tra la personalità artistica boldiniana e quella macchiaiola. Questi ultimi, infatti, amavano riprendere il dato naturalistico con pennellate intrise di una luce solare endogena, idonee per dare vita a dipinti statici e ritmicamente bilanciati. Boldini, al contrario, evitava le misure compassate e statiche dei Macchiaioli e, calandosi nella realtà in modo nuovo, disinvolto e dinamico, dava luogo a composizioni movimentate ed elettrizzanti, operando una dinamicizzazione che, con la sua nervosa spregiudicatezza, sembra quasi anticipare i futuri indirizzi dell'arte futurista. In aperta controtendenza con l'impostazione macchiaiola, inoltre, Boldini era votato alla ritrattistica e preferiva non cimentarsi sul plein air. I paesaggi, in effetti, rimangono una rara testimonianza all'interno dell'opera boldiniana, e anche se presenti denunciano apertamente l'autonomia stilistica del pittore ferrarese rispetto alla linea macchiaiola. Di seguito viene proposta l'analisi della critica d'arte Alessandra Borgogelli:
(Alessandra Borgogelli)
Da queste premesse appare subito evidente come la fisionomia artistica di Boldini sia articolata e complessa. L'impetuosità e la violenza del suo tratto non vennero meno neanche dopo il trasferimento a Parigi, città al tempo interessata dalle novità degli Impressionisti, gruppo che nonostante le varie disomogeneità di sorta trascriveva la natura in modo sereno e contemplativo, facendo ricorso a virgolettature realizzate rigorosamente en plein air. Nonostante l'impegno impressionista Boldini preferì dedicarsi alla ritrattistica e stare al chiuso e, anche quando si cimentò nella raffigurazione di scorci urbani parigini, abiurò quel tranquillo ideale di quotidianità promosso da alcuni suoi colleghi (si pensi al De Nittis) e preferì inserirvi nuclei di squilibrio e di dinamicità, come i cavalli, i quali gli offrivano il pretesto per mobilitare il pennello lungo traiettorie scattanti e movimentate.
Dinamica è d'altronde la stessa fattura pittorica del Boldini, il quale attraversò più volte mutamenti stilistici anche profondi. Durante il cosiddetto «periodo Goupil», infatti, egli dovette adattare il proprio credo pittorico alle esigenze del mercato e perciò schiarì di colpo le sue luci, abbracciando in questo modo il gusto rétro di una borghesia che amava le citazioni della pittura francese del Settecento. Una volta interrotta la collaborazione con Goupil, invece, approfondì la sua indagine cromatica e si convertì a una tavolozza più scura, sanguigna, impostata sulle armonie dei grigi-argento, dei marroni e dei neri, sull'esempio dell'amico Degas e della pittura di Frans Hals e di Diego Velázquez. Prese così gradualmente forma la maniera distintiva del Boldini: febbrile, abbreviata, «affidata ora un facile brio e quasi arroganza del segno, ora alla raffinatezza dei toni elettrici e pungenti» (Enciclopedia dell'Arte, Einaudi). Fu questo lo stile che rese Boldini famoso: lo stesso pittore, una volta approdato a una fattura stilistica completamente autonoma, fu d'altronde ben lungi dal distaccarsene, salvo nella tarda maturità quando - complice la dissipazione delle energie creative e un'eccessiva fiducia nelle proprie abilità - realizzò opere che ripetevano meccanicamente e fiaccamente certi schemi artistici di cui egli stesso aveva già esaurito tutte le possibilità. Ciò malgrado, anche in quest'ultimissimo periodo Boldini licenziò dipinti più che validi, come le Vedute di Venezia del 1911 e il Ritratto di Franca Florio del 1924.

## Contenuti: la ritrattistica boldiniana

### Aspetti generali

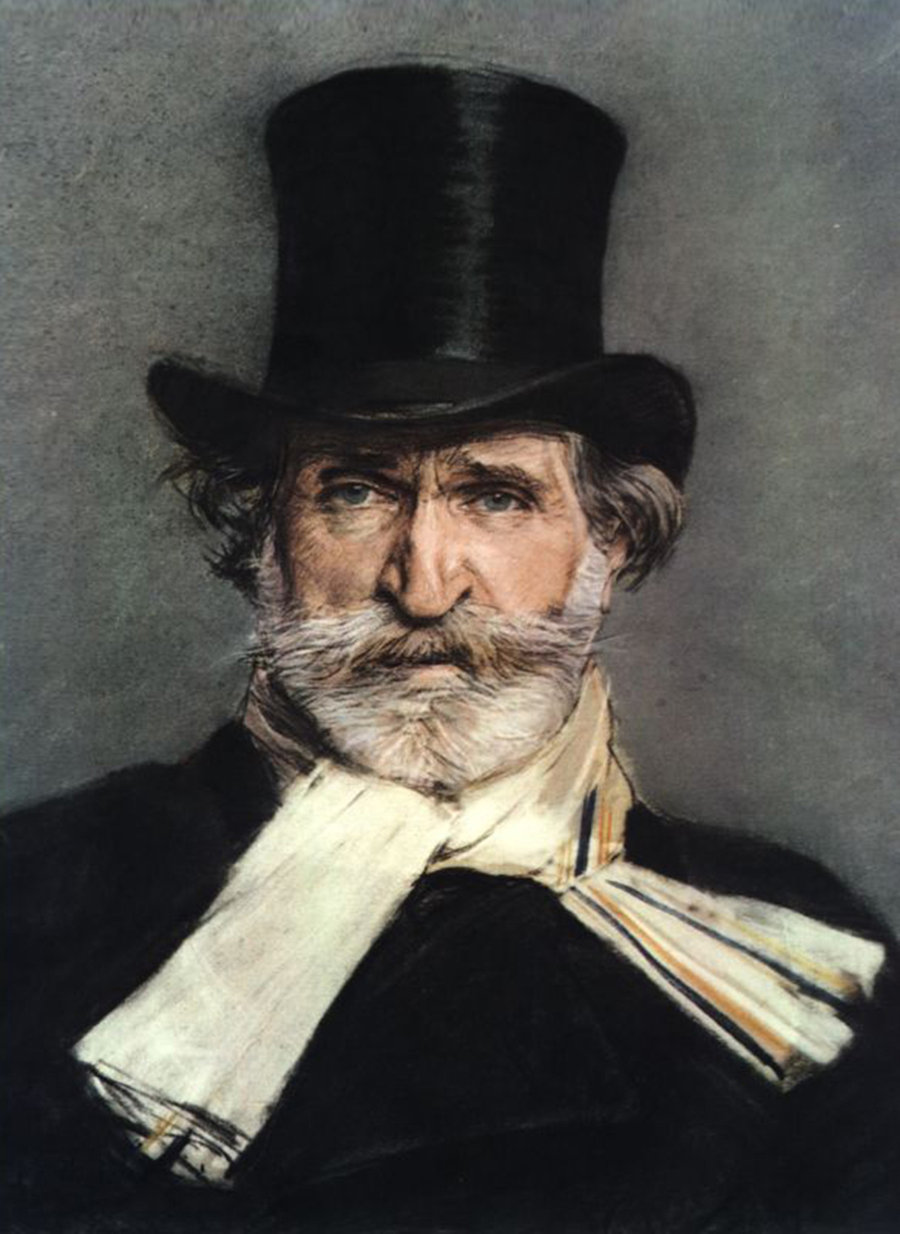
Giovanni Boldini, Ritratto di Giuseppe Verdi (1886); pastello su cartone, Galleria Nazionale d'Arte Moderna, Roma

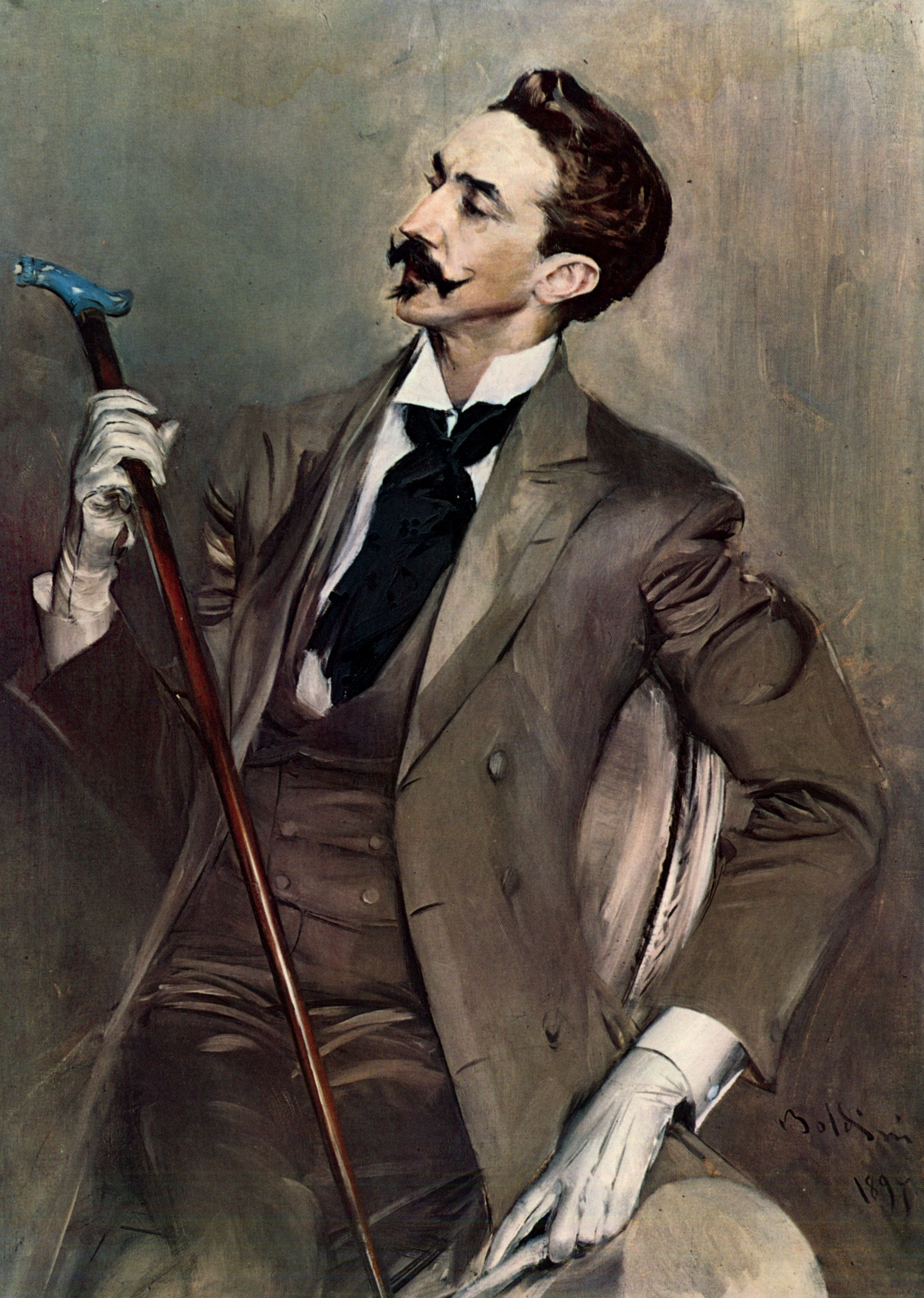
Ritratto di Robert de Montesquiou, 1897, olio su tela, 116x82,5 cm, Museo d'Orsay, Parigi.

Il genere pittorico che diede più fama al nome del Boldini fu senza dubbio quello del ritratto. Per il cavalletto del peintre italien de Paris, come era soprannominato, posarono avventori al caffè, passanti di strada, ma soprattutto i nomi più in vista della bella società parigina e internazionale. Il pittore, d'altronde, era pienamente inserito nel tessuto sociale parigino e seppe così consolidare la propria notorietà, grazie anche a serrati ritmi di lavoro (era solito lavorare dal primo mattino sino a sera inoltrata) e ad una naturale predisposizione a intrecciare relazioni sociali proficue e durature, soprattutto con coloro che si presentavano come potenziali committenti. Giacomo Puccini, Guglielmo Pampana, Vittorio Emanuele II, Vincenzo Cabianca, William Seligman, Sir Albert Kaye Rollit, Leopoldo Pisani, Robert de Montesquiou sono solo alcuni dei personaggi che passarono per l'atelier di Boldini, che proprio nei ritratti si impegnò in indagini estetiche condotte nel segno di una libertà espressiva pienamente moderna. Speciale menzione merita poi il Ritratto di Giuseppe Verdi, espressione della più matura stagione del Boldini, da porre senz'altro ai vertici più alti dell'iconografia verdiana. Ai ritratti femminili, i quali rivestono un ruolo tutto particolare nell'universo artistico boldiniano, verrà dedicata un'analisi specifica nel paragrafo successivo.
Boldini, d'altro canto, era ben consapevole dell'inconsistenza morale e delle contraddizioni che serpeggiavano nella vita mondana parigina e, per questo motivo, sovvertì spesso il compito che il ritratto ufficiale doveva adempiere - ovvero, valorizzare la persona ritratta con un'esaltazione delle sue qualità intellettive e morali - conciliandovi un'acuta penetrazione psicologica. Era obbiettivo dell'artista cogliere e mettere in luce le peculiarità dell'animo umano e per questo motivo non esitò a lasciare emergere sulla tela la personalità dei soggetti ritratti attraverso sguardi fuggevoli ed eloquenti, o magari mediante l'aggiunta di particolari in grado di raccontare autonomamente una storia. Ecco, allora, che Boldini rinnega le pose statiche e rigide e, attraverso una rielaborazione volumetrica e prospettica dei gesti e degli atteggiamenti dei soggetti, preferisce cristallizzare i loro corpi in movimento, restituendo così immagini dinamiche ed elettrizzanti.
I ritratti boldiniani hanno appunto l'obiettivo di cogliere l'attimo fuggente «irripetibile, carico di intensità che succede a un'azione ormai trascorsa e annuncia il divenire della successiva» (Panconi, Gaddi), nella convinzione che la vita va goduta hic et nunc nel pieno della sua esuberanza. Ecco che allora la joie de vivre diviene uno degli assi di lettura più eloquenti dell'opera boldiniana, così come osservato dal fotografo Cecil Beaton: «Boldini fu capace di trasmettere nello spettatore la gioia ispiratagli dalle assurdità che ritraeva: anche il più insopportabile dei suoi ritratti rivela un immenso divertimento!». Boldini consegue questa poetica con importanti accorgimenti stilistici: egli tende, per esempio, a «svuotare» i pieni per «infervorare» i vuoti conseguenti, operando un processo di sineddoche per il quale sulla tela vengono dipinti solo alcuni frammenti prescelti della realtà totale. Le pennellate notevolmente allungate che Boldini impiega in questi ritratti - sia maschili che femminili - servono invece a immobilizzare nel tempo i movimenti degli effigiati, i quali per la loro levità sembrano soltanto affacciarsi momentaneamente agli occhi dell'osservatore, quasi come se potessero scomparire il momento successivo. Ne parla la critica d'arte Alessandra Borgogelli:

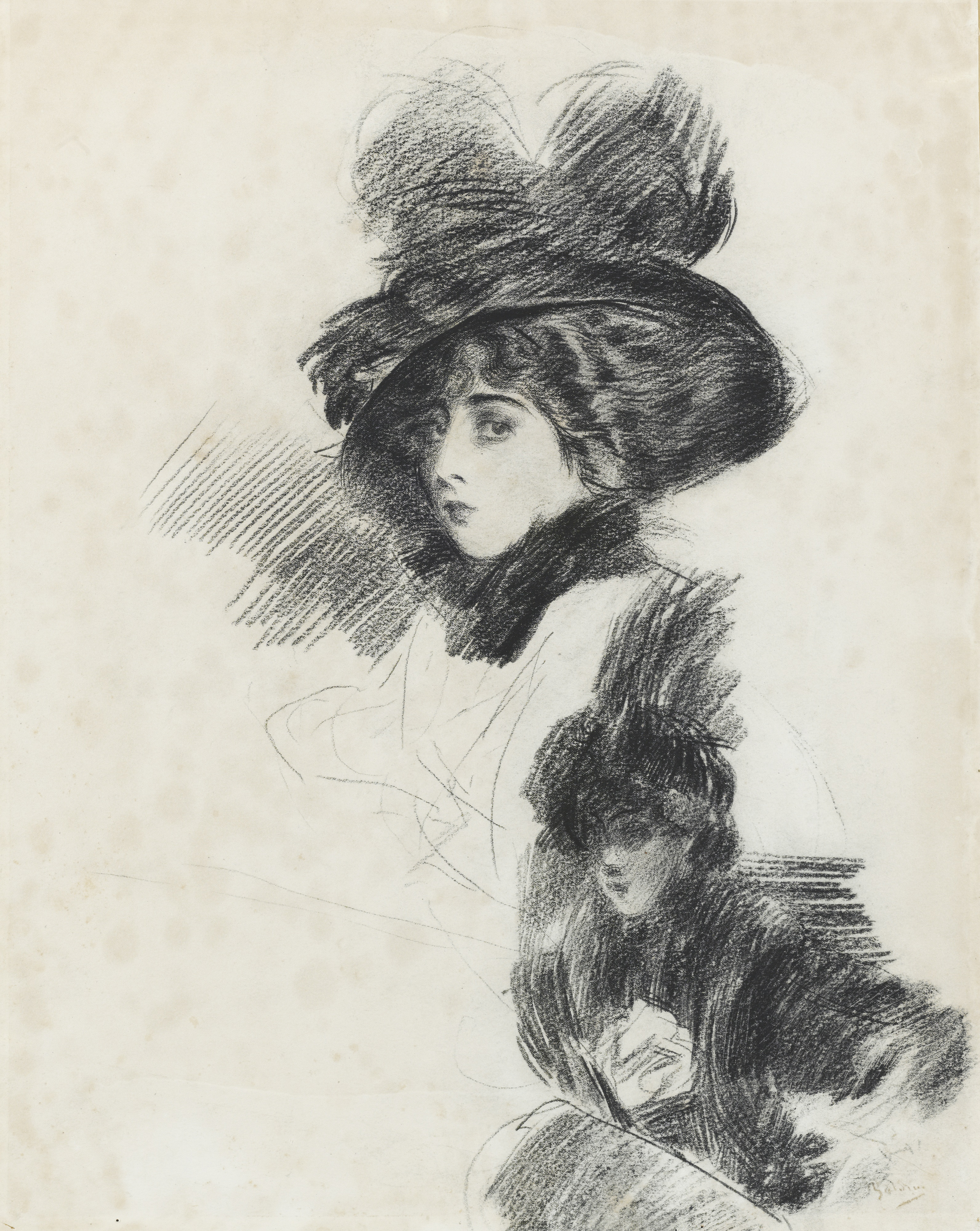
Giovanni Boldini, Ritratto femminile, disegno

(Alessandra Borgogelli)

### Ritratti femminili
(Bernard Berenson)
Sono tuttavia le donne il soggetto più frequente della produzione ritrattistica boldiniana. Sulle poltrone stile Impero dell'atelier di Boldini sfilarono in effetti centinaia di donne di charme: nel repertorio delle «divine» più celebri - fu quello il termine coniato da Boldini per riferirsi alle proprie effigiate - risultano i nomi di Consuelo Vanderbilt, duchessa di Marlborough, della consorte di Jules-Louis Veil-Contessa di Leusse, dell'attrice Alice Regnault, della baronessa donna Franca Florio e della marchesa Luisa Casati.

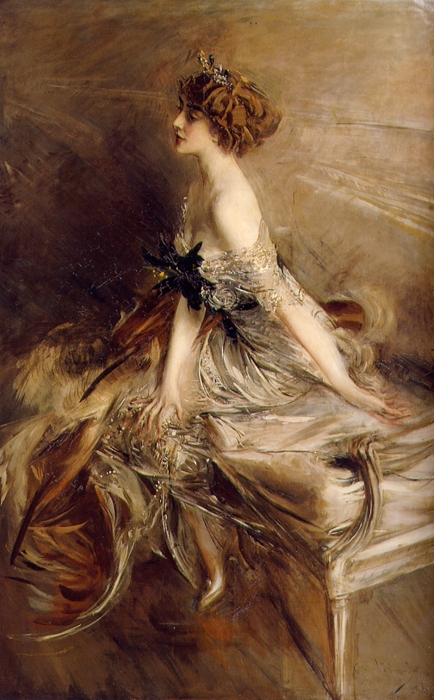
Ritratto della principessa Marthe-Lucile Bibesco, 1911, olio su tela, 183 × 120 cm, collezione privata.

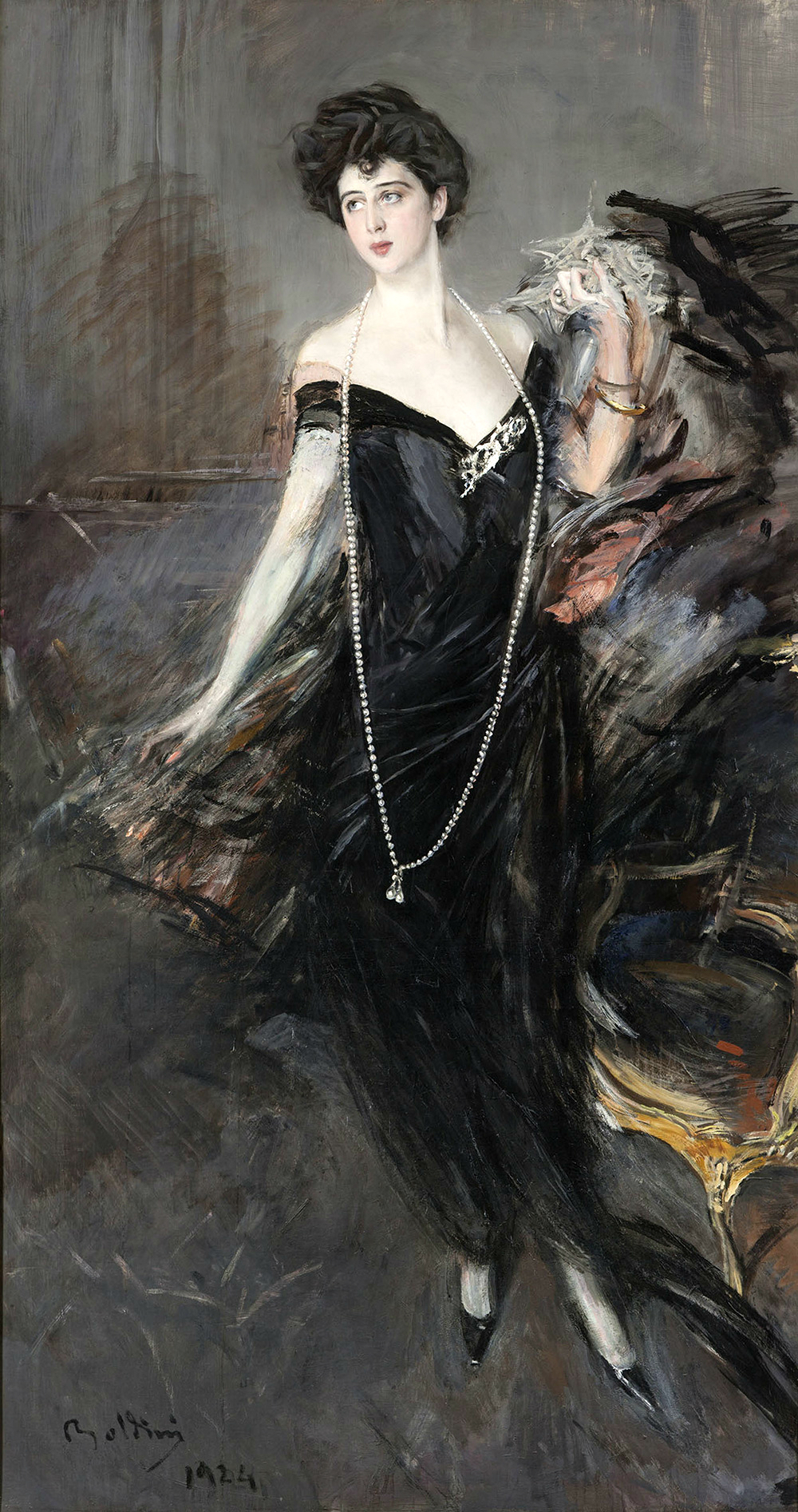
Giovanni Boldini, Ritratto di donna Franca Florio (1924), 221x119 cm

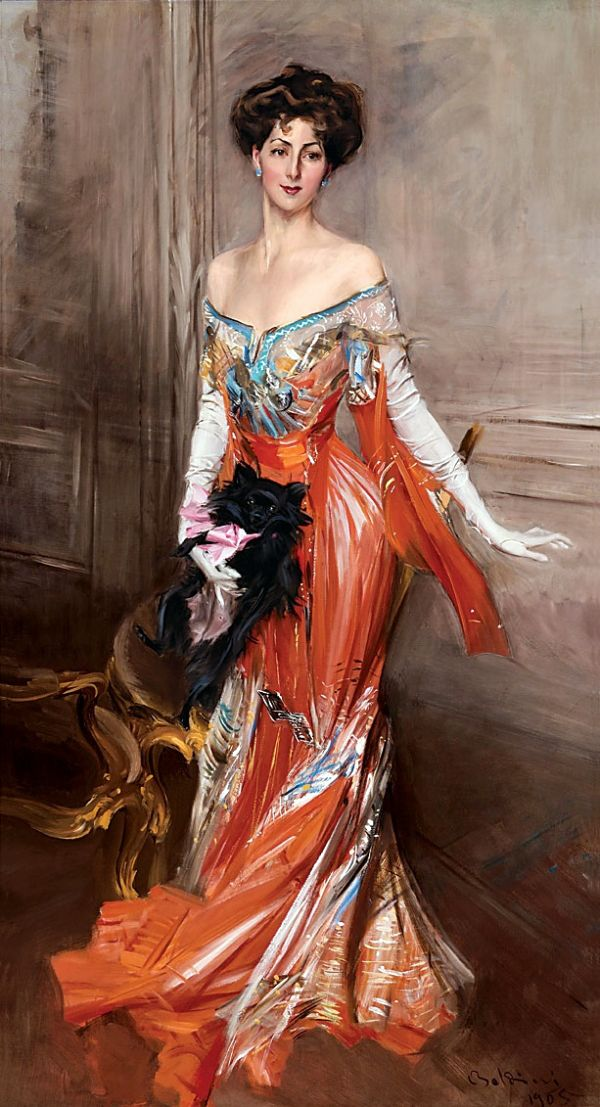
Ritratto di Elizabeth Wharton Drexel, 1905, olio su tela, 219 × 120 cm, The Elms (Preservation Society of Newport), Newport, Rhode Island, U.S.

Boldini nei suoi ritratti non esita a valorizzare o esaltare la bellezza fisica della ritratta. Egli, infatti, sottrae le sue muse alla condizione di ordinaria quotidianità alla quale erano state destinate dalla pittura realista, e le sublima nelle proprie opere al di fuori di ogni realtà terrena. Questa trasfigurazione estetica, tuttavia, viene affiancata da un'attenta introspezione psicologica. Boldini, infatti, nei suoi ritratti non rinunciò a esprimerne le parti più intime delle loro personalità, lasciandone intravedere anche le pulsioni più autentiche, occulte o laceranti, spesso represse in nome dei codici morali del tempo. Ecco, allora, che nei ritratti boldiniani l'occhio dell'osservatore, dopo essersi soffermato sulle qualità estetiche del quadro, riesce in questo modo a trascendere l'esteriorità delle carni e delle vesti e a cogliere l'intima essenza delle donne effigiate, con tutta l'ampiezza e la complessità del loro spettro psicologico.
L'artista, tuttavia, non si limita a «giocare sulle corde della sensibilità femminile» (Panconi, Gaddi) bensì capta anche la temperie femminista di un nuovo clima sociale, dove le donne acquisiscono finalmente visibilità, prestigio e legittimazione e sono desiderose di sottrarsi alle schematizzazioni mentali borghesi, rigide e mistificatorie, funzionali solo a una visione classista e patriarcale del mondo. Nei ritratti boldiniani questa sete di emancipazione viene definita specularmente all'abbigliamento delle «divine» ivi ritratte. In maniera congeniale al mito della femme fatale diffusissimo nella Belle Époque, Boldini veste le proprie muse con abiti sinuosi e raffinati che «celebrano la rinnovata snellezza dei corpi e risultano adeguati alle molteplici attività e libertà che, in rottura rispetto al passato, non sono più precluse alle donne» (Panconi, Gaddi).
Di seguito si riporta un'analisi del critico d'arte Tiziano Panconi, uno dei più autorevoli esperti dell'œuvre di Boldini:
(Tiziano Panconi)

## Opere

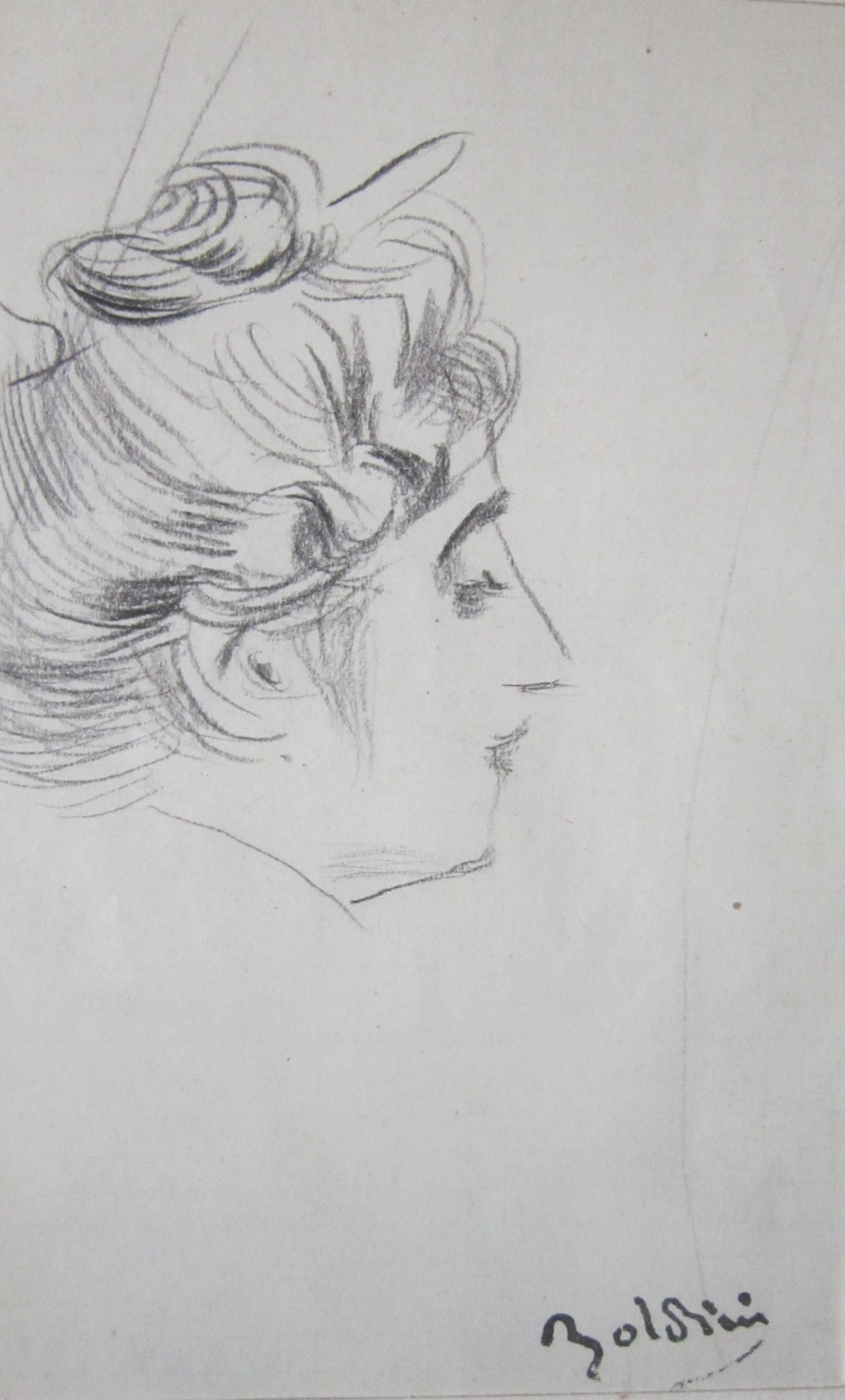
Giovanni Boldini, Volto di donna disegno a matita su cartoncino, collezione privata.

Boldini eseguì numerosi ritratti, come Conversazione al caffè, Ritratto di donna Franca Florio, Ritratto di Giuseppe Verdi, Ritratto di Lady Colin Campbell, Ritratto di Madame Charles Max e Ritratto di Robert de Montesquiou e molti disegni a matita con soggetti sempre femminili.

## Mostre ed esposizioni
Nel 2017 si tenne a Roma, al Complesso monumentale del Vittoriano, una grande mostra antologica su Giovanni Boldini, in seguito (2018) parzialmente trasferita alla Reggia di Venaria Reale. Organizzata in collaborazione con il Museo archives Giovanni Boldini Macchiaioli di Pistoia, la rassegna presentava centosessanta opere, pubblicando nel catalogo un carteggio con 40 lettere inedite e coinvolgendo con i prestiti oltre trenta musei internazionali.
Nel 2019 il Palazzo dei Diamanti dedicò a Boldini una mostra dal titolo “Boldini e la moda” focalizzata sul rapporto del pittore con l'alta moda parigina della Belle Époque. Nel 2021, in occasione del novantesimo anno dalla morte, sono state allestite due mostre, una al Museo Mart di Rovereto, intitolata "Boldini, Il piacere" con centosettanta opere e l'altra al Castello Estense di Ferrara, incentrata su oli e disegni provenienti dal museo cittadino che porta il nome dell'artista.
Nel 2022 ebbe luogo la prima retrospettiva dell'artista in Francia, al Petit Palais di Parigi, intitolata «Giovanni Boldini. Les plaisirs et les jours», dal 29 marzo al 24 luglio 2022.

### Fonti
- (FR) Emilia Cardona Boldini, Vie de Jean Boldini, Paris, E. Figuière, 1931, OCLC 938416.
- Alessandra Borgogelli, Boldini, collana Art dossier, n. 145, Giunti, 1999.
- Tiziano Panconi, Sergio Gaddi, Giovanni Boldini, Skira, 2017.
- Matteo Smolizza (a cura di), Boldini. Il ritratto di Donna Franca Florio. Mondadori Electa, 2018. ISBN 978-88-918-1647-4.

### Approfondimenti
- T. Signorini, L'esposizione di Belle arti della società d'incoraggiamento in Firenze in «Il Gazzettino delle arti e del disegno», 4, 9 febbraio 1867
- J.-E., Blanche, "L'Illustration", 5 dicembre 1931
- A. M. Brizio, Ottocento - Novecento, Torino, 1944
- B. Berenson, Pellegrinaggi d'arte, 1958
- Andrea Buzzoni, Marcello Toffanello (a cura di), Museo Giovanni Boldini. Catalogo generale completamente illustrato, Ferrara, Ferrara Arte, 1997, SBN FER0163962.
- T. Panconi, Giovanni Boldini, l'uomo e la pittura, Pisa 1998, ISBN 88-7781-214-1
- T. Panconi, La Falconiera, un villino sulla via di Parigi, in: Antologia dei Macchiaioli: la trasformazione sociale e artistica nella Toscana di metà Ottocento, Pisa 1999. ISBN 88-7781-247-8
- B. Doria, Giovanni Boldini: catalogo generale dagli archivi Boldini, Milano, 2000
- F. Dini, In margine al centenario della scomparsa dell'insigne compositore: Boldini e Verdi, in Nuova Antologia, vol. 587, fascicolo 2220, Firenze 2001
- P. Dini e F. Dini, Giovanni Boldini 1842-1931. Catalogo ragionato, Torino, 2002. ISBN 88-422-1073-0
- T. Panconi, Giovanni Boldini: l'opera completa (Catalogo generale ragionato), Firenze, 2002. ISBN 88-7970-152-5
- T. Panconi, Giovanni Boldini, un geniale antipatico, in: L'Ottocento, indagini etiche e estetiche per il collezionista d'arte, Pisa 2005
- T. Panconi, Giovanni Boldini, documenti, dipinti inediti e due falsi eccellenti, in: L'Ottocento, indagini etiche e estetiche per il collezionista d'arte, Pisa 2005
- T. Panconi, Boldini, il pittore che amava le donne, in Il Tremisse Pistoiese, Pistoia 2008
- E. Lissoni, Giovanni Boldini, catalogo online Artgate della Fondazione Cariplo, 2010, CC-BY-SA.
- B. Doria, Boldini: I disegni di Giovanni Boldini: catalogo generale, Skira, 2011, ISBN 978-88-572-1140-4.
- E. Cardona Boldini, G. Gelli, E. Piceni (a cura di), Mostra di Giovanni Boldini, (catalogo mostra Ferrara Casa Romei), Milano, 1963
- P. Dini, Giovanni Boldini, (catalogo mostra Pistoia Convento di San Domenico), Pistoia 1984
- E. Savoia (a cura di), presentazione: E. Riccomini Giovanni Boldini. Il dinamismo straordinario delle linee, (catalogo mostra Bottegantica), Bologna 1999
- E. Savoia (a cura di),Omaggio a Giovanni Boldini, (catalogo mostra galleria Bottegantica), Bologna 2001
- G. Belli (a cura di), Boldini, De Nittis, Zandomeneghi. Mondanità e costume nella Parigi fin de siècle, (catalogo mostra Trento, Museo di Arte Moderna e Contemporanea e Rovereto Palazzo delle Albere), Milano 2001. ISBN 88-8118-955-0
- E. Savoia (a cura di),G. Boldini. Dalla macchia alla sperimentazione dinamica, (catalogo mostra galleria Bottegantica), Bologna 2003
- F. Dini, F. Mazzocca, C. Sisi (a cura di), Boldini, (catalogo mostra Padova, Palazzo Zabarella e Roma GNAM), Venezia 2005. ISBN 88-317-8629-6
- F. Dini (a cura di), Boldini, Helleu, Sem. Protagonisti e miti della Belle Epoque, (catalogo mostra Castiglioncello, Centro per l'arte Diego Martelli - Castello Pasquini), Milano 2006. ISBN 88-7624-895-1
- T. Panconi (a cura di), Boldini Mon Amour, (catalogo mostra Montecatini Terme Tamerici), con presentazione del ministro per i beni e le attività culturali sen. Sandro Bondi, Pisa 2008. ISBN 978-88-6315-033-9
- F. Dini (a cura di), Boldini e gli italiani a Parigi. Tra realtà e impressione, (catalogo mostra Roma Chiostro del Bramante), Milano 2009. ISBN 978-88-366-1573-5
- S. Lees (a cura di), Giovanni Boldini nella Parigi degli Impressionisti, (catalogo mostra Ferrara Palazzo Diamanti), Ferrara 2009. ISBN 88-89793-02-3
- S. Bosi, E. Savoia (a cura di), Giovanni Boldini. Capolavori e opere inedite dall'atelier dell'artista, (catalogo mostra Milano Galleria Bottegantica), Milano 2011. ISBN 978-88-88997-52-0
- M. L. Pacelli, B. Guidi, C. Vorrasi (a cura di), Da Boldini a De Pisis. Firenze accoglie i capolavori di Ferrara, (catalogo mostra Firenze Galleria d'arte moderna di Palazzo Pitti e Villa Bardini), Ferrara 2013, ISBN 978-88-89793-23-7
- E. Savoia, F. L. Maspes (a cura di), Boldini parisien d'Italie, (catalogo mostra Milano GAM Manzoni), Milano, 2014, ISBN 978-88-909227-3-2
- B. Guidi (a cura di), Boldini e la moda, (catalogo mostra Ferrara, Palazzo dei Diamanti), Fondazione Ferrara Arte Editore, 2019, ISBN 978-88-89793-49-7
- T. Panconi e B. Avanzi (a cura di), con introduzione di V. Sgarbi, Giovanni Boldini. Il Piacere, catalogo della mostra al Museo Mart di Rovereto, Sagep Editori, Genova, 2020, ISBN 978-88-6373-734-9
- V. Sgarbi, T. Panconi, P. Di Natale, V. Gisella (a cura di), Boldini, dal disegno al dipinto, attorno alla contessa de Leusse, catalogo della mostra al Castello Estense di Ferrara, Edizioni Ferrara Arte, Ferrara, 2021, ISBN 978-88-89793-49-7